# Barbier-Falterfisch
Der Barbier-Falterfisch (Johnrandallia nigrirostris) ist eine Art aus der Familie der Falterfische (Chaetodontidae). Er kommt im östlichen Pazifik vom Golf von Kalifornien, wo er der häufigste Falterfisch ist, bis Panama vor und ist auch bei der Isla del Coco, der Isla de Malpelo und den Galápagos-Inseln anzutreffen. Er lebt in Tiefen von sechs bis zwölf, höchstens bis 40 Meter.

## Merkmale
Der Barbier-Falterfisch kann maximal 20 Zentimeter lang werden, bleibt aber für gewöhnlich bei einer Länge von 14 bis 16 Zentimeter. Sein Körper ist seitlich abgeflacht und hochrückig, das Kopfprofil steil und konkav, die Schnauze ausgezogen. Die Zähne sind sehr klein und in einem kammartigen Band angeordnet. Im Unterschied zu Chaetodon ist die Seitenlinie vollständig ausgebildet, erstreckt sich auch auf dem Schwanzflossenstiel und verläuft bogenförmig unterhalb der Rückenlinie. Der Körper ist gelb oder silbrig gefärbt, der Kopf ist weiß. Bei silbrigen Exemplaren sind die Flossen und die Seitenlinie gelb. Schnauze, Stirn, der Rand der Kiemendeckel, die Brustflossenbasis sowie der untere Teil der Rückenflosse und der Schwanzflossenstiel sind schwarz.
Flossenformel: Dorsale XI–XII/24–25, Anale III/18–20.
Der Barbier-Falterfisch ist die Schwesterart der Wimpelfische (Heniochus).

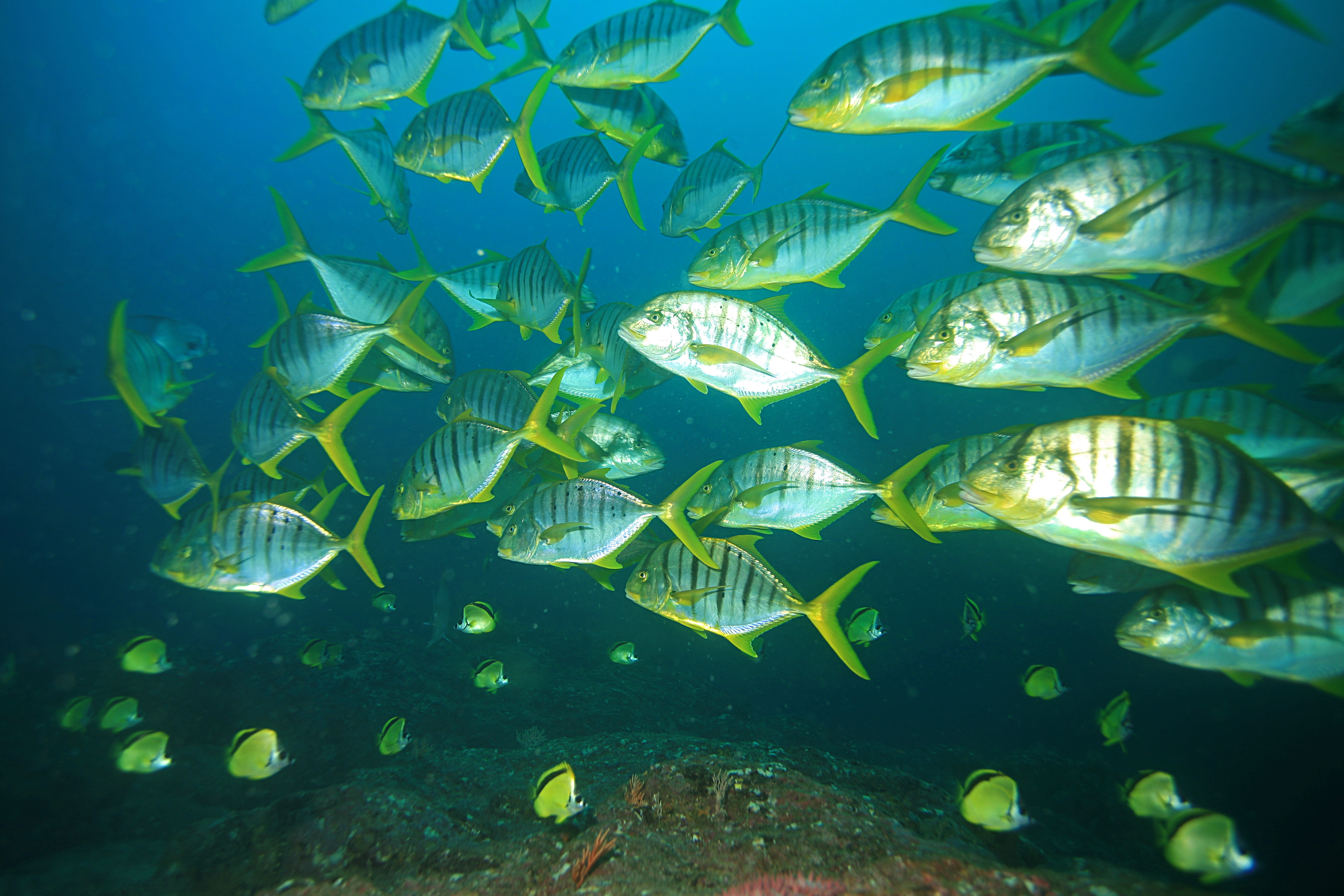
Unten eine Gruppe Barbier-Falterfische im Nationalpark Coiba in Panama, darüber Gnathanodon speciosus

## Lebensweise
Der Barbier-Falterfisch lebt in großen Schulen über Fels- und Korallenriffen. Er ernährt sich von Algen, Schnecken und kleinen Krebstieren. Außerdem betätigt er sich als Putzerfisch und frisst Parasiten und abgestorbene Hautpartien von größeren Fischen ab. Dabei kann es zu Massenputzaktionen kommen, bei denen mehr als hundert Barbier-Falterfische hunderte von „Kunden“ bedienen. Dieses Verhalten ist einzigartig unter den Falterfischen.